# Walter Sorkale
Walter Sorkale (17 gennaio 1890 – 19 aprile 1945) è stato un calciatore tedesco.